# Heike Rusch
Heike Rusch (ur. 2 lipca 1976) – niemiecka tenisistka, mistrzyni juniorskiego Australian Open z 1993 roku w grze pojedynczej.
Występy na zawodowych kortach rozpoczęła dokładnie w dniu swoich czternastych urodzin, 2 lipca 1990 roku, rozgrywając jeden mecz w kwalifikacjach turnieju ITF w niemieckim Vaihingen. Rok później, w Klagenfurt am Wörthersee, osiągnęła finał turnieju, przegrywając w nim z zawodniczka rozstawioną z nr 1, Słowenką Barbarą Mulej. W 1992 roku wygrała turniej singlowy w Sofii i jak się potem okazało było to jej jedyne zwycięstwo w rozgrywkach rangi ITF.
W 1993 roku wzięła udział w kwalifikacjach do wielkoszlemowego Australian Open, ale przegrała już w pierwszej rundzie. Wobec niepowodzenia w rozgrywkach seniorskich zagrała w turnieju juniorskim w grze pojedynczej i wygrała cały turniej, pokonując w finale rodaczkę Andreę Glass 6:1, 6:2.
Na bazie tego sukcesu zaczęła brać udział w kwalifikacjach do turniejów cyklu WTA, a pierwszym turniejem do którego udało jej się dostać, był turniej w Hamburgu w 1993 roku. Wygrała tam kwalifikacje a w turnieju głównym dotarła do drugiej rundy, pokonując w pierwszej Francuzkę, Sandrine Testud. Potem próbowała jeszcze kilkakrotnie swoich sił w turniejach WTA, ale bez powodzenia.
Najwyższy ranking WTA osiągnęła w lipcu 1993 roku i było to miejsce 133.

## Wygrane turnieje singlowe
|    | Data       | Turniej | Kat. | ($)    | Naw.   | Finalistka        | Wynik         |
| 1. | 14/09/1992 | Sofia   | ITF  | 25 000 | ziemna | Sandra van der Aa | 6:3, 4:6, 6:3 |

## Finały juniorskich turniejów wielkoszlemowych

### Gra pojedyncza (1)
| Końcowy wynik | Rok  | Turniej         | Nawierzchnia | Przeciwniczka | Wynik finału |
| Zwyciężczyni  | 1993 | Australian Open | Twarda       | Andrea Glass  | 6:1, 6:2     |